# Meryl Davis
Meryl Davis (Royal Oak, 1º gennaio 1987) è un'ex danzatrice su ghiaccio statunitense.
In coppia con Charlie White ha vinto la medaglia d'oro ai Giochi olimpici invernali di Soči 2014, due campionati mondiali, un argento e un bronzo olimpici e tre medaglie d'oro ai Campionati dei Quattro continenti
Davis e White si sono uniti per la prima volta nel 1997 e sono attualmente il team di danzatori sul ghiaccio più duraturo nel Stati Uniti. Sono i primi danzatori sul ghiaccio americani a vincere il titolo mondiale, così come i primi a vincere la medaglia d'oro ai Giochi olimpici. La loro performance olimpica ha ottenuto il punteggio più alto mai registrato nel pattinaggio di figura. Nel 2014 hanno entrambi partecipato alla 18esina edizione del famoso programma americano Dancing with the Stars, dove Meryl si è aggiudicata il primo posto insieme al ballerino Maksim Chmerkowkij

## Vita privata
Meryl Davis è nata a Royal Oak (Michigan) e cresciuta a West Bloomfield (Michigan) dai genitori Cheryl e Paul D. Davis. Ha un fratello minore, Clayton. Ha origini inglesi, irlandesi, scozzesi e tedesche. A Davis venne diagnosticata la dislessia all'età di 8 anni e ha avuto problemi con la lettura fino ai 16 anni. Nel giugno del 2005, Davis si diploma alla Wylie E. Groves High School. Era un membro della National Honor Society.
Vive a Ann Arbor (Michigan) e frequenta la University of Michigan dove si sta specializzando in antropologia culturale e studiando l'italiano. È membro della comunità femminile Delta Delta Delta e suona il flauto.

## Carriera

### Gli inizi
Davis iniziò a pattinare all'età di cinque anni in un lago locale nell'inverno. Cominciò come pattinatrice individuale, unendosi a Charlie White all'età di 8 anni grazie al loro coach Seth Chafetz nel 1997 o 1998. Nel 2009, Davis afferma: ''Io e Charlie siamo cresciuti a 10 minuti di distanza l'uno dall'altra. I nostri genitori sono migliori amici. Siamo cresciuti insieme e ci conosciamo benissimo.''
Nella loro prima stagione insieme, Davis/White vinsero la medaglia d'argento ai Giochi olimpici giovanili nella divisione Juvenile. Nella stagione 2000-01, si sono qualificati nei 2001 U.S. Championships, arrivando successivamente sesti. La stagione successiva vinsero la medaglia d'argento come principianti e passarono ufficialmente alla categoria Juniors.

## Palmarès
(Con White)
| Risultati | Risultati      | Risultati      | Risultati      | Risultati      | Risultati      | Risultati      | Risultati      | Risultati      |
| Internazionali | Internazionali | Internazionali | Internazionali | Internazionali | Internazionali | Internazionali | Internazionali | Internazionali |
| Evento | 2006–07        | 2007–08        | 2008–09        | 2009–10        | 2010–11        | 2011–12        | 2012–13        | 2013–14        |
| --- | -------------- | -------------- | -------------- | -------------- | -------------- | -------------- | -------------- | -------------- |
| Giochi olimpici invernali |                |                |                | 2°             |                |                |                | 1°             |
| Campionati mondiali | 7°             | 6°             | 4°             | 2°             | 1°             | 2°             | 1°             |                |
| Campionati dei Quattro continenti                                                                                             | 4°             | 2°             | 1°             |                | 1°             | 2°             | 1°             |                |
| GP Finale |                |                | 3°             | 1°             | 1°             | 1°             | 1°             | 1°             |
| GP Trophée Eric Bompard |                | 3°             |                |                |                |                |                |                |
| GP NHK Trophy | 4°             |                |                | 1°             | 1°             |                | 1°             | 1°             |
| GP Rostelecom Cup |                |                | 3°             | 1°             |                | 1°             |                |                |
| GP Skate America |                | 4°             |                |                | 1°             | 1°             | 1°             | 1°             |
| GP Skate Canada | 4°             |                | 1°             |                |                |                |                |                |
| Nebelhorn Trophy |                |                |                | 1°             |                |                |                |                |
| U.S. Classic |                |                |                |                |                |                |                | 1°             |
| Nazionali |                |                |                |                |                |                |                |                |
| Campionati statunitensi | 3°             | 2°             | 1°             | 1°             | 1°             | 1°             | 1°             | 1°             |
| Eventi a squadre |                |                |                |                |                |                |                |                |
| Giochi olimpici invernali |                |                |                |                |                |                |                | 3° S 1° P      |
| World Team Trophy |                |                |                |                |                | 2° S 1° P      |                |                |
| GP = Grand Prix S = Risultato della squadra; P = Risultato personale; Medaglie assegnate solo per il risultato della squadra. |                |                |                |                |                |                |                |                |

### Risultati anteriori al 2006
| Risultati                                                                                      | Risultati              | Risultati              | Risultati              | Risultati              | Risultati              | Risultati              | Risultati              | Risultati              | Risultati              |
| Internazionali: Junior                                                                         | Internazionali: Junior | Internazionali: Junior | Internazionali: Junior | Internazionali: Junior | Internazionali: Junior | Internazionali: Junior | Internazionali: Junior | Internazionali: Junior | Internazionali: Junior |
| Evento                                                                                         | 1997–98                | 1998–99                | 1999–00                | 2000–01                | 2001–02                | 2002–03                | 2003–04                | 2004–05                | 2005–06                |
| ---------------------------------------------------------------------------------------------- | ---------------------- | ---------------------- | ---------------------- | ---------------------- | ---------------------- | ---------------------- | ---------------------- | ---------------------- | ---------------------- |
| Campionati mondiali                                                                            |                        |                        |                        |                        |                        |                        | 13°                    |                        | 3°                     |
| JGP Finale                                                                                     |                        |                        |                        |                        |                        |                        |                        |                        | 2°                     |
| JGP Andorra                                                                                    |                        |                        |                        |                        |                        |                        |                        |                        | 2°                     |
| JGP Bulgaria                                                                                   |                        |                        |                        |                        |                        |                        |                        |                        | 1°                     |
| JGP Repubblica Ceca                                                                            |                        |                        |                        |                        |                        |                        | 4t°                    |                        |                        |
| JGP Germania                                                                                   |                        |                        |                        |                        |                        | 8°                     |                        |                        |                        |
| JGP Giappone                                                                                   |                        |                        |                        |                        |                        |                        | 4°                     |                        |                        |
| JGP Romania                                                                                    |                        |                        |                        |                        |                        |                        |                        | 3°                     |                        |
| JGP Serbia                                                                                     |                        |                        |                        |                        |                        | 6°                     |                        | 3°                     |                        |
| Helmut Cup                                                                                     |                        |                        |                        |                        | 1° N.                  |                        |                        |                        |                        |
| Nazionali                                                                                      |                        |                        |                        |                        |                        |                        |                        |                        |                        |
| Campionati statunitensi                                                                        |                        |                        | 6° N.                  | 6° N.                  | 2° N.                  | 7° J.                  | 2° J.                  |                        | 1° J.                  |
| U.S. Junior Championships                                                                      | 2° Jv.                 | 1° I.                  |                        |                        |                        |                        |                        |                        |                        |
| Midwestern Sectional Championships                                                             |                        | 1° I.                  | 3° N.                  | 2° N.                  | 1° N.                  |                        | 1° J.                  |                        |                        |
| Eastern Great Lakes Regionals                                                                  | 1° Jv.                 | 1° I.                  | 3° N.                  |                        |                        |                        |                        |                        |                        |
| Categorie: Jv. = Juvenile; I. = Intermediate; N. = Novice; J. = Junior JGP = Junior Grand Prix |                        |                        |                        |                        |                        |                        |                        |                        |                        |